# Pomnik Zaślubin Polski z Morzem w Kołobrzegu
Pomnik Zaślubin Polski z Morzem w Kołobrzegu – modernistyczny pomnik w Kołobrzegu, upamiętniający zaślubiny Polski z morzem 18 marca 1945 roku.

## Zaślubiny z morzem
Pierwszy akt zaślubin miał miejsce 10 i 11 lutego 1920 roku w Pucku. Następne w marcu 1945 roku w Dziwnówku, Mrzeżynie i w Kołobrzegu.

## Pomnik
Pomnik zlokalizowany jest w Parku im. Stefana Żeromskiego (zdrojowym), przy bulwarze Jana Szymańskiego – nadmorskim deptaku, który prowadzi od latarni morskiej do mola spacerowego w Kołobrzegu. Autorem projektu jest architekt Wiktor Tołkin, który specjalizował się w monumentach upamiętniających martyrologię narodu polskiego. Autorstwa Tołkina są między innymi pomniki ofiar nazizmu na Majdanku, w Stutthofie, czy na warszawskim Pawiaku. Mozaikę na pomniku wykonał artysta plastyk Władysław Jackiewicz. 
Idea wybudowania pomnika pojawiła się w roku 1958 i wtedy to zainicjowano zbiórkę funduszy na ten cel; następnie rozpisano konkurs. Początkowo miał stanąć w miejscu, gdzie odbyły się zaślubiny, jednak było to zbyt blisko portu, więc zdecydowano się na pobliski park – 300 m od pierwotnej lokalizacji. Plany budowy monumentu przechowywane są w Archiwum Państwowym w Koszalinie. Odsłonięcie pomnika, w którym wzięło udział 30 tys. osób, w tym Franciszek Niewidziajło, odbyło się 3 listopada 1963 roku. Główny element pomnika tworzy stylizowana flaga, trzymana przez grupę figuralną. Mozaiki na ścianach i masywne płaskorzeźby żołnierzy są symbolem tysiąclecia tradycji oręża polskiego na Pomorzu – nawiązują do prehistorycznych malowideł naskalnych. Na płytkach kamiennych, które leżą u podnóża pomnika, upamiętniono wszystkie jednostki zdobywające miasto w 1945 roku, a na granitowych płytach uwidoczniono herby Koszalina, Gdańska, Szczecina i Kołobrzegu. Prześwit pod pomnikiem symbolizuje okno na świat, czyli port morski. 
W roku 2014 przeprowadzono niewielki remont monumentu, natomiast od jesieni 2024 do wiosny 2025 trwał gruntowny remont – uzupełnianie ubytków, czyszczenie i impregnacja – który objął także najbliższe otoczenie, w tym charakterystyczne schody.

## Legenda
Legenda miejska mówi, iż przejście z jednej strony pomnika na drugą przez okno (na bezdechu) przynosi spełnienie się wcześniej pomyślanego życzenia.